# Štok
Štok je priimek več znanih Slovencev:
- Andreja Štok, arhitektka
- Boris Štok (*1948), strojnik, univ. prof.
- Drago Štok (1929 - 2004), viceadmiral JLA/JVM
- Dušan Štok, prvi "Pohorski car"
- Edi/Edo Štok, gradbenik-konstruktor, statik
- Jana Štok, likovna umetnica (modna oblik.&ing. oblikovanja kamna); ljubiteljska fotografinja, slikarka
- Jože Štok - Korotan (1924 - 2011), borec NOV, partizanski publicist in pesnik-haiku
- Katarina Štok Pretnar, arhitektka, oblikovalka razstav
- Metka Štok (*1946), pevka jazza in zabavne glasbe
- Milan Štok (1910 - 2003)?, fotograf, vojni reporter
- Nelda Štok Vojska (*1943), pesnica, pisateljica (v istrskem narečju)
- Silvester Štok, TV snemalec
- Zora Štok, novinarka